# Список обвиняемых Нюрнбергского процесса

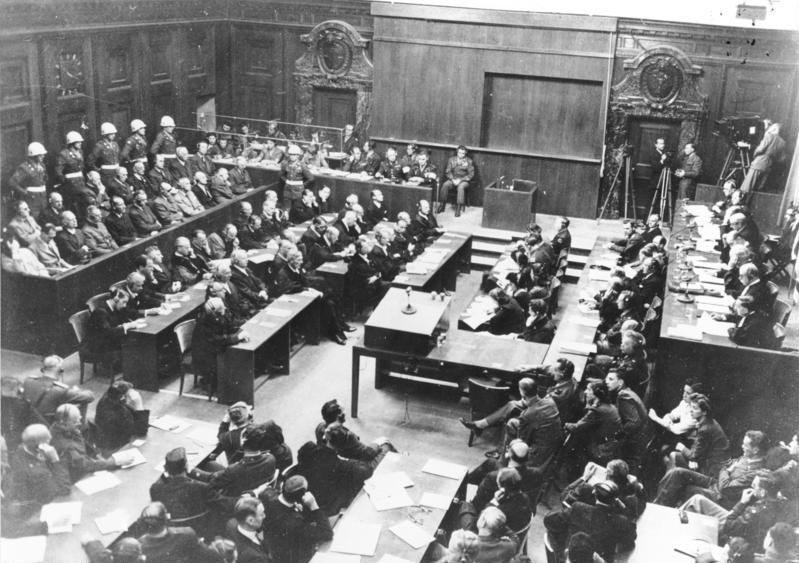
Заседание Нюрнбергского процесса. Декабрь 1945 года

В списке в алфавитном порядке указаны бывшие руководители гитлеровской Германии, представшие в качестве обвиняемых перед Международным военным трибуналом, заседавшим в Нюрнберге с 20 ноября 1945 по 1 октября 1946 года.
Нюрнбергский процесс являлся главным международным судебным процессом против руководителей гитлеровского режима в Международном военном трибунале. Судопроизводство осуществлялось согласно Уставу Международного военного трибунала, принятому на основании Соглашения о судебном преследовании и наказании главных военных преступников европейских стран Оси, заключённого на конференции в Лондоне 8 августа 1945 года между правительствами СССР, США, Великобритании и временным правительством Французской Республики. Обвиняемыми на данном процессе стали 24 высших нацистских руководителя. На процессе были предъявлены обвинения по четырём пунктам:
1. Планы нацистской партии, включающие агрессию против мира;
2. Преступления против мира и безопасности человечества;
3. Военные преступления;
4. Преступления против человечности.

В результате 12 обвиняемых были приговорены к смертной казни, ещё 7 — к различным срокам заключения, 3 были оправданы. 1 обвиняемый покончил с собой до начала процесса, ещё 1 был признан неизлечимо больным.
В списке представлены персоны, включённые в список обвиняемых Нюрнбергского процесса, в том числе те, кто не предстал перед судом. В примечаниях указаны сноски на источники по каждой персоне.

## Условные обозначения в таблице обвиняемых
- Серым цветом в таблице выделены лица, казнённые по приговору суда.
- Бежевым цветом в таблице выделены лица, погибшие до полного исполнения приговора.
- Белым цветом в таблице выделены лица, оставшиеся в живых.
- В — подсудимый признан виновным согласно данному пункту предъявленного обвинения.
- НВ — подсудимый признан невиновным согласно данному пункту предъявленного обвинения.
- ОНП — обвинение не предъявлено подсудимому согласно данному пункту.
- ДП — дело по предъявленному подсудимому обвинению было прекращено без вердикта (до вынесения приговора).

## Список обвиняемых и подсудимых Нюрнбергского процесса
| Полное имя | Портрет                              | Звание и должность | Признание вины по пунктам обвинения | Признание вины по пунктам обвинения | Признание вины по пунктам обвинения | Признание вины по пунктам обвинения | Приговор суда и последующая судьба | Примечания |
| Полное имя | Портрет                              | Звание и должность | 1                                   | 2                                   | 3                                   | 4                                   | Приговор суда и последующая судьба | Примечания |
| --- | ------------------------------------ | --- | ----------------------------------- | ----------------------------------- | ----------------------------------- | ----------------------------------- | --- | ---------- |
| Мартин Людвиг Борман (нем. Martin Ludwig Bormann)                                                                       | (17 июня 1900 — 2 мая 1945)          | Начальник Партийной канцелярии НСДАП; Рейхсляйтер; Рейхсминистр без портфеля. Личный секретарь Гитлера. | НВ                                  | OНП                                 | В                                   | В                                   | Заочно предстал перед судом, был приговорён к смертной казни через повешение. Долгое время считался скрывшимся от правосудия. В 1973 году официально признан погибшим. | [ 4 ]      |
| Герман Вильгельм Геринг (нем. Hermann Wilhelm Göring)                                                                   | (12 января 1893 —15 октября 1946)    | Вице-фюрер. Рейхсмаршал Великогерманского рейха. Главнокомандующий военно-воздушными силами Третьего рейха. Председатель Рейхстага; рейхсминистр авиации. 23 апреля 1945 года, по приказу фюрера, снят со всех занимаемых должностей, лишён наград и помещён под домашний арест. | В                                   | В                                   | В                                   | В                                   | Признан виновным по всем пунктам обвинения, был приговорён к смертной казни через повешение. Подал прошение о замене виселицы расстрелом, которое было отклонено. За несколько часов до казни покончил жизнь самоубийством, отравившись цианистым калием. | [ 6 ]      |
| Рудольф Гесс (нем. Rudolf Heß)                                                                                          | (26 апреля 1894 — 17 августа 1987)   | Обергруппенфюрер СС и СА. Рейхсляйтер; Рейхсминистр без портфеля. Заместитель фюрера по НСДАП. | В                                   | В                                   | НВ                                  | НВ                                  | На процессе Гесс назван одним из главных военных преступников, тем не менее, с учётом того, что он попал в плен в начале войны, был признан невиновным в военных преступлениях и преступлениях против человечности. Приговорён к пожизненному лишению свободы (советский судья И. Никитченко, заявивший особое мнение, настаивал на смертной казни Р. Гесса). Отбывал пожизненный срок в берлинской тюрьме Шпандау. В августе 1987 года найден мёртвым при загадочных обстоятельствах. | [ 7 ]      |
| Карл Дёниц (нем. Karl Dönitz)                                                                                           | (16 сентября 1891 — 24 декабря 1980) | Гросс-адмирал. Главнокомандующий военно-морскими силами Третьего рейха (1943 — 1945). Рейхспрезидент и главнокомандующий вооружёнными силами Третьего рейха (с 30 апреля по 23 мая 1945 года).                                                                                   | НВ                                  | В                                   | В                                   | ОНП                                 | Приговорён к 10 годам лишения свободы за совершение военных преступлений (в частности, ведение неограниченной подводной войны). Полностью отбыв срок, вышел на свободу и получил от правительства ФРГ капитанскую пенсию. | [ 8 ]      |
| Эрнст Фридрих Кристоф «Фриц» Заукель (нем. Ernst Friedrich Christoph «Fritz» Sauckel)                                   | (27 октября 1894 — 16 октября 1946)  | Обергруппенфюрер СС и СА. Рейхсштатгальтер и гауляйтер Тюрингии. Генеральный уполномоченный по использованию рабочей силы и комиссар по рабочей силе в управлении четырёхлетнего плана.                                                                                          | НВ                                  | НВ                                  | В                                   | В                                   | Признан виновным в совершении военных преступлений и преступлений против человечности, прежде всего за жестокое обращение с депортированными иностранными рабочими и военнопленными. Повешен. | [ 9 ]      |
| Артур Зейсс-Инкварт (нем. Arthur Seyß-Inquart)                                                                          | (22 июля 1892 — 16 октября 1946)     | Обергруппенфюрер СС. Заместитель генерал-губернатора (1939 — 1940); рейхскомиссар Нидерландов (1940 — 1944). | НВ                                  | В                                   | В                                   | В                                   | Признан виновным в совершении военных преступлений и преступлений против человечности, прежде всего за жестокое обращение с населением оккупированных территорий и организацию преследования евреев. Один из немногих подсудимых, признавших свою вину. Повешен. | [ 10 ]     |
| Альфред Йодль (нем. Alfred Jodl)                                                                                        | (10 мая 1890 — 16 октября 1946)      | Генерал-полковник. Начальник оперативного управления Верховного командования вооружённых сил Третьего рейха. | В                                   | В                                   | В                                   | В                                   | Признан виновным по всем пунктам обвинения, был приговорён к смертной казни через повешение. Подал прошение о замене виселицы расстрелом, которое было отклонено. Повешен. В 1953 году вдова А. Йодля добилась его полной реабилитации мюнхенским судом, которая была отменена в том же году под давлением общественности. | [ 11 ]     |
| Эрнст Кальтенбруннер (нем. Ernst Kaltenbrunner)                                                                         | (4 октября 1903 — 16 октября 1946)   | Обергруппенфюрер СС и генерал полиции и войск СС. Начальник Главного управления имперской безопасности. | НВ                                  | ОНП                                 | В                                   | В                                   | Признан виновным в совершении военных преступлений и преступлений против человечности, прежде всего за жестокое обращение с мирным населением оккупированных территорий и военнопленными, а также организацию преследования евреев. Повешен. | [ 12 ]     |
| Вильгельм Бодевин Йоханн Густав Кейтель (нем. Wilhelm Bodewin Johann Gustav Keitel)                                     | (22 сентября 1882 — 16 октября 1946) | Генерал-фельдмаршал. Начальник штаба Верховного командования вооружённых сил Третьего рейха. | В                                   | В                                   | В                                   | В                                   | Признан виновным по всем пунктам обвинения, был приговорён к смертной казни через повешение. Подал прошение о замене виселицы расстрелом, которое было отклонено. Повешен. | [ 13 ]     |
| Густав Георг Фридрих Мария Крупп фон Болен унд Гальбах (нем. Gustav Georg Friedrich Maria Krupp von Bohlen und Halbach) | (7 августа 1870 — 16 января 1950)    | Фюрер военной экономики. Владелец и руководитель концерна «АГ Крупп». | ДП                                  | ДП                                  | ДП                                  | ДП                                  | Г. Круппу было предъявлено обвинение по всем пунктам, однако ввиду того, что из-за перенесённого в 1943 году инсульта он впал в маразм, было принято решение освободить его от уголовной ответственности. | [ 14 ]     |
| Роберт Лей (нем. Robert Ley)                                                                                            | (15 февраля 1890 — 25 октября 1945)  | Обергруппенфюрер СА. Рейхсляйтер, заведующий организационным отделом НСДАП Руководитель Германского трудового фронта | ДП                                  | ДП                                  | ДП                                  | ДП                                  | Р. Лею было предъявлено обвинение по всем пунктам. Покончил жизнь самоубийством в тюрьме незадолго до начала процесса. | [ 15 ]     |
| Константин фон Нейрат (нем. Konstantin von Neurath)                                                                     | (2 февраля 1873 — 14 августа 1956)   | Обергруппенфюрер СС. Рейхсминистр иностранных дел (1932 — 1938). Рейхспротектор Богемии и Моравии (1939 — 1941). | В                                   | В                                   | В                                   | В                                   | Признан виновным по всем пунктам обвинения. Ввиду того, что была установлена неподконтрольность Нейрату карательных органов, он был приговорён к 15 годам тюремного заключения. В 1954 году был досрочно освобождён по причине плохого состояния здоровья. | [ 16 ]     |
| Франц Йозеф Герман Михаэль Мария фон Папен (нем. Franz Joseph Hermann Michael Maria von Papen)                          | (29 октября 1879 — 2 мая 1969)       | Рейхсканцлер (1932); вице-канцлер (1933 — 1934). Посол в Австрии (1934 — 1938) и в Турции (1939 — 1944). | НВ                                  | НВ                                  | ОНП                                 | ОНП                                 | Ф. фон Папену были предъявлены обвинения по первым двум пунктам. В результате судебных разбирательств трибунал признал его невиновным и постановил освободить в зале суда (советский судья, заявивший особое мнение, настаивал на виновности Папена). В 1947 году в результате денацификации приговорён к 8 месяцам тюремного заключения. | [ 17 ]     |
| Эрих Йоханн Альберт Редер (нем. Erich Johann Albert Raeder)                                                             | (24 апреля 1876 — 6 ноября 1960)     | Гросс-адмирал. Главнокомандующий военно-морскими силами Третьего рейха (1935 — 1943). | В                                   | В                                   | В                                   | ОНП                                 | Признан виновным по предъявленным пунктам обвинения. Приговорён к пожизненному тюремному заключению. Ходатайствовал о замене себе тюремного заключения на расстрел. В 1955 году был досрочно освобождён по причине плохого состояния здоровья и получил от правительства ФРГ адмиральскую пенсию. | [ 18 ]     |
| Ульрих Фридрих Вильхельм Иоахим фон Риббентроп (нем. Ulrich Friedrich Wilhelm Joachim von Ribbentrop)                   | (30 апреля 1893 — 16 октября 1946)   | Обергруппенфюрер СС. Рейхсминистр иностранных дел (1938 — 1945). | В                                   | В                                   | В                                   | В                                   | Признан виновным по всем пунктам обвинения (в материалах суда подчёркивалась большая роль министерства и лично Риббентропа в организации Холокоста на территориях сателлитов Третьего рейха). Повешен. | [ 19 ]     |
| Альфред Розенберг (нем. Alfred Rosenberg)                                                                               | (12 января 1893 — 16 октября 1946)   | Обергруппенфюрер СА. Рейхсляйтер, руководитель Внешнеполитического управления НСДАП, уполномоченный фюрера по контролю за общим духовным и мировоззренческим воспитанием НСДАП. Рейхсминистр восточных оккупированных территорий (1941 — 1945).                                  | В                                   | В                                   | В                                   | В                                   | Признан виновным по всем пунктам обвинения, прежде всего за жестокое обращение с населением оккупированных территорий и организацию Холокоста. Единственный из приговорённых к смерти отказался от последнего слова на эшафоте. Повешен. | [ 20 ]     |
| Ганс Михаэль Франк (нем. Hans Michael Frank)                                                                            | (23 мая 1900 — 16 октября 1946)      | Обергруппенфюрер СС и СА. Рейхсляйтер, рейхсминистр без портфеля, президент Академии германского права. Генерал-губернатор Польши. | НВ                                  | ОНП                                 | В                                   | В                                   | Признан виновным по двум пунктам обвинения, прежде всего за жестокое обращение с населением оккупированных территорий и организацию преследования евреев. Один из немногих подсудимых, признавших свою вину. Повешен. | [ 21 ]     |
| Вильгельм Фрик (нем. Wilhelm Frick)                                                                                     | (12 марта 1887 — 16 октября 1946)    | Рейхсляйтер, руководитель фракции НСДАП в Рейхстаге. Рейхсминистр внутренних дел Третьего рейха (1933 — 1943); рейхсминистр без портфеля (1943 — 1945). Рейхспротектор Богемии и Моравии (1943 — 1945).                                                                          | НВ                                  | В                                   | В                                   | В                                   | Признан виновным по трём пунктам обвинения, прежде всего за жестокое обращение с населением оккупированных территорий и организацию преследования евреев. Повешен. | [ 22 ]     |
| Ганс Фриче (нем. Hans Fritzsche)                                                                                        | (21 апреля 1900 — 27 сентября 1953)  | Начальник Службы внутренней прессы (1938 — 1942); начальник отдела радиовещания министерства народного просвещения и пропаганды (1942 — 1945). Радиоведущий, журналист. | НВ                                  | НВ                                  | НВ                                  | ОНП                                 | Привлечён на процесс в качестве высокопоставленного чиновника министерства пропаганды. В результате судебных разбирательств трибунал признал его невиновным и постановил освободить в зале суда (советский судья, заявивший особое мнение, настаивал на виновности Фриче). В 1947 году в результате денацификации приговорён к 9 годам тюремного заключения. Через три года досрочно освобождён по состоянию здоровья.                                                                 | [ 23 ]     |
| Вальтер Эмануэль Функ (нем. Walther Emanuel Funk)                                                                       | (18 августа 1890 — 31 мая 1960)      | Рейхсминистр экономики (1938 — 1945), генеральный уполномоченный по вопросам военной экономики. Президент Рейхсбанка (1939 — 1945). | НВ                                  | В                                   | В                                   | В                                   | Признан виновным в совершении преступлений против мира, военных преступлений и преступлений против человечности, прежде всего за жестокое обращение с депортированными иностранными рабочими, военнопленными, а также за организацию легализации средств, полученных от узников концлагерей (так называемый «счёт Макса Хайлигера»). Приговорён к пожизненному лишению свободы. В 1957 году был освобождён по состоянию здоровья.                                                      | [ 24 ]     |
| Ялмар Горас Грили Шахт (нем. Hjalmar Horace Greeley Schacht)                                                            | (22 января 1887 — 3 июня 1970)       | Рейхсминистр экономики (1934 — 1937), рейхсминистр без портфеля (1937 — 1942). Президент Рейхсбанка (1933 — 1939). В сентябре 1944 года, арестован гестапо за причастность к Июльскому заговору, до конца войны содержался в концлагерях.                                        | НВ                                  | НВ                                  | ОНП                                 | ОНП                                 | В результате судебных разбирательств трибунал признал его невиновным и постановил освободить в зале суда (советский судья, заявивший особое мнение, настаивал на виновности Шахта). В 1947 году в результате денацификации приговорён к 8 годам тюремного заключения. Через год досрочно освобождён по состоянию здоровья. В дальнейшем работал в банковской сфере ФРГ. | [ 25 ]     |
| Бальдур Бенедикт фон Ширах (нем. Baldur Benedikt von Schirach)                                                          | (9 мая 1907 — 8 августа 1974)        | Обергруппенфюрер СА. Рейхсляйтер, рейхсюгендфюрер Гитлерюгенда (1931 — 1940). Гауляйтер Вены (1940 — 1945). | НВ                                  | ОНП                                 | ОНП                                 | В                                   | Признан виновным в преступлениях против человечности, прежде всего за жестокое обращение с населением оккупированных территорий и организацию Холокоста. Приговорён к 20 годам тюрьмы, полностью отбыл срок в тюрьме Шпандау. | [ 26 ]     |
| Альберт Шпеер (нем. Albert Speer)                                                                                       | (19 марта 1905 — 1 сентября 1981)    | Личный архитектор Гитлера. Рейхсминистр вооружений и военной промышленности (1942 — 1945). | НВ                                  | НВ                                  | В                                   | В                                   | Признан виновным в военных преступлениях и преступлениях против человечности, прежде всего за жестокое обращение с депортированными иностранными рабочими и военнопленными. Один из немногих подсудимых, признавших свою вину, и единственный, не подавший ходатайство о помиловании. Приговорён к 20 годам тюремного заключения, полностью отбыл срок в тюрьме Шпандау. | [ 27 ]     |
| Юлиус Штрейхер (нем. Julius Streicher)                                                                                  | (12 февраля 1885 — 16 октября 1946)  | Обергруппенфюрер СА. Гауляйтер Франконии (1933 — 1940). Главный редактор еженедельника «Der Stürmer» (1923 — 1945). | НВ                                  | ОНП                                 | ОНП                                 | В                                   | Признан виновным в преступлениях против человечности, прежде всего за разжигание межнациональной розни, антисемитскую пропаганду и призывы к геноциду, вылившиеся в Холокост. Повешен. | [ 28 ]     |